# RPK-74
Súng máy RPK-74 (tên tiếng Nga: Ручной пулемёт Калашникова образца 1974 года, РПК-74) là một loại súng máy tự động của tổ được phát triển bởi hãng thiết kế Kalashnikov Design Bureau của Liên xô trong năm 1974. RPK-74 là loại súng máy hạng nhẹ bắn đạn M74 (5,45mm x 39 mm), nó rất giống súng AK-74, tuy nhiên nó có nòng dài và nặng hơn, có giá đỡ chân và một vài đặc điểm khác. Nó có thể bắn được cả băng đạn loại 45 hay 30 viên/băng.